# Postpamięć
Postpamięć – termin odnoszący się do tej formy pamięci, która nie powstała w wyniku własnego doświadczenia, a została zaczerpnięta od poprzednich pokoleń.

## Opis
Początkowo termin postpamięć odnosił się do badań nad Zagładą i szczególnego doświadczenia dzieci ofiar Holocaustu, lecz z czasem został rozszerzony na badania rozmaitych kwestii związanych z tożsamością, typami i funkcjami pamięci, wspólnotowością, stosunkiem do przeszłości, oraz form utrwalania pamięci na fotografii i filmie. Termin wykorzystywany jest w naukach humanistycznych i społecznych, głównie w antropologii, socjologii, historii oraz innych naukach pokrewnych.

## Historia i znaczenie pojęcia
Za twórczynię pojęcia uznaje się amerykańską badaczkę żydowskiego pochodzenia, Marianne Hirsch, która zaczęła go używać w 1992 roku w opisach relacji pomiędzy dziećmi osób ocalonych z Holocaustu a ich rodzicami. Sama Hirsch jest takim dzieckiem, a jej rodzice przeżyli II wojnę światową w Rumunii. Jak sama wyjaśnia:
Pierwszy raz użyłam terminu „postpamięć” w recenzji komiksu Maus, Arta Spiegelmana we wczesnych latach dziewięćdziesiątych. Od tego czasu próbuję zdefiniować to pojęcie na podstawie moich własnych doświadczeń, a także tego, co czytam i oglądam, a co wychodzi spod palców twórców postpokolenia. Cała seria moich esejów z ostatnich dwóch dekad, kilka współedytowanych książek, a także moje trzy monografie zostały poświęcone badaniu tego zjawiska. Wielka część tej pracy została wykonana we współpracy z Leo Spitzerem.
Według Marianne Hirsch „postpamięć” opisuje relację, jaką „pokolenie po” ma z osobistą, zbiorową i kulturową traumą tych, którzy byli przed nimi – jest więc formą relacji międzypokoleniowych. Zarazem jest to sposób przeżywania przeszłości, który ma walor własnego doświadczenia. I choć jest to doświadczenie zapośredniczone przez opowieści, zdjęcia i nastrój, „pokolenie po” przyswaja te doświadczenia tak głęboko i emocjonalnie, że zaczyna się z tymi doświadczeniami utożsamiać, jak z własnymi. Relacja postpamięci z tym, co wydarzyło się w przeszłości nie opiera się więc na wspominaniu własnych przeżyć, a na głębokim emocjonalnym zaangażowaniu, projekcji i kreatywnym przetworzeniu.

## Postpamięć jako element tożsamości
Marianne Hirsch zauważa, że dorastanie w „ciśnieniu postpomięci” wiąże się z ryzykiem zepchnięcia własnych doświadczeń życiowych na margines, a nawet zastąpienia ich przez opowieści przodków, które wydają się istotniejsze, bardziej realne. Postpamięć nie czerpie z indywidualnych wspomnień jednostki, lecz staje się elementem emocjonalnej identyfikacji, gdyż zostaje w sugestywny sposób przekazana przez najbliższe osoby. Służą temu nie tylko barwne opowieści, ale także zdjęcia, filmy, oraz zachowanie całej rodziny, która otacza szczególnym szacunkiem określone tematy. Pierwsze pokolenie przyjmuje różne strategie wobec traumatycznych doświadczeń, bezpośrednie wspominanie nie musi być najczęstszą z nich. Równie często pojawia się milczenie, rozdrażnienie, poczucie winy, wstydu, pragnienie zemsty itd. a pamięć staje się tematem drażliwym. Następne pokolenie zmuszone jest niejako przeżywać więc te zdarzenia powtórnie, nie tylko przez słuchanie opowieści, ale przez obcowanie z tematem szczególnie wrażliwym. Empatia dziecka pozwala mu spleść własne narracje z narracjami bliskich mu osób. Postpamięć staje się w tym sensie integralną częścią tożsamość następnych pokoleń, a wydarzenia z przeszłości, która minęła, zachowują dzięki temu siłę oddziaływania na teraźniejszość. W tym sensie postpamięć jest też zjawiskiem scalającym pokolenia, budującym silne więzi międzypokoleniowe i znoszącym dystans pokoleniowy. Postpamięć jest sposobem na uzyskanie głębokiego, osobistego odniesienia do przeszłości
W 1997 roku w książce Family Frames: Photography, Narrative, and Postmemory, Marianne Hirsch tłumaczyła, że postpamięć jest potężną formą pamięci dlatego, że tworzy się poprzez zaangażowanie kreatywnej wyobraźni, a co za tym idzie ma bardziej bezpośrednie połączenie z przeszłością niż pamięć własnych doświadczeń z dzieciństwa.

## Dziedziczenie traumy
Koncepcja postpamięci bazuje na wcześniej odkrytym zjawisku dziedziczenia traumy zwanym także traumą transpokoleniową. Zjawisko to zaczęto badać w latach 60. XX w. w Kanadzie. Wśród pacjentów szukających pomocy psychiatrycznej zaobserwowano ponad 300% nadreprezentację osób określających się jako dzieci ludzi ocalałych z Holokaustu. Ustalono, że podstawowym sposobem transmisji traumy jest środowisko rodzinne dziecka, powodujące u niego zaburzenia rozwojowe, zmiany psychologiczne, behawioralne i społeczne.
Trauma dziedziczona może manifestować się na cztery główne sposoby: jako depresja, przeczulenie, tworzenie relacji opartych na traumie i odtwarzanie traumy. Yael Danieli zaproponowała kategoryzację rodzin ocalałych ze względu na typ relacji drugiego pokolenia i ich rodziców. Wyróżniła cztery takie typy: rodziny cierpiącej, rodziny walczącej, rodziny znieczulonej, oraz rodziny, „która wyszła z tego”. Jak twierdzi, małżeństwa powojenne często opierały się na więziach traumatycznych i nazywa je „małżeństwami rozpaczy”.
Opierając się na obserwacjach klinicznych Selmy Fraiberg, badacze traumy dziecięcej, tacy jak Byron Egeland, Inge Bretherton i Daniel Schechter, empirycznie zidentyfikowali mechanizmy psychologiczne sprzyjające międzypokoleniowemu przekazywaniu traumy, w tym dysocjację w kontekście emocjonalnego przywiązania oraz i komunikację wcześniejszych doświadczeń traumatycznych, podejmowaną w ramach wysiłków rodzicielskich zmierzających do regulacji emocjonalnej w kontekście zespołu stresu pourazowego.
O kolektywnej traumie mówimy wtedy, gdy trauma psychologiczna doświadczana przez członków danej społeczności jest utrwalana jako część zbiorowej pamięci grupy i wspólnego poczucia tożsamości. Zjawisko to zdiagnozowano u ocalonych z Holokaustu i ich dzieci, u rdzennych mieszkańców Kanady, którzy przeszli przez system katolickich szkół z internatem, Afroamerykanów, których rodziny doświadczyły niewolnictwa, a także społeczności postmigracyjnych.

## Postpamięć w badaniach polskich
Postpamięć była i jest podejmowana w polskich badaniach nad Holocaustem i nie tylko. Jak zauważa Justyna Wierzbicka, w książce Zagłada i pamięć: Doświadczenie Holocaustu i jego konsekwencje opisane na podstawie relacji autobiograficznych, Barbara Engelking pisze, że pokolenie „obciążone” postpamięcią Holocaustu wychowywało się w konieczności powstrzymywania emocji, by zaoszczędzić rodzicom dodatkowych stresów, ponieważ rodzice byli już wystarczająco wymęczeni tragicznym doświadczeniem Zagłady. Ten typ wychowania często prowadził do wykształcenia ambiwalentnych uczuć wobec rodziców, a osoby tak wychowane, zmuszone do tłumienia emocji (w tym złości i agresji) doświadczają trudności w jasnym zdefiniowaniu własnej tożsamości. Prowadzi to do problemów w nawiązywaniu relacji interpersonalnych, co z kolei skutkuje koniecznością poszukiwania psychoterapii.
W artykule Żywienie urazy. Wielka Wojna, fotografa traumatyczna i efekt traumy, Wojciech Szymański stwierdza, że
chociaż nie każde zdjęcie jest fotografią traumy rozumianą jako ślad i świadectwo wydarzenia traumatycznego, fotografię jako taką pojmować można jako medium traumatyczne.
Badacz zauważa związek pomiędzy sposobem zapamiętywania traumy a sposobem uchwycenia fotografii, uznając, że oba mają charakter migawek. Zarówno pamięć traumy, jak i fotografia zrywają z mityczną grecką koncepcją czasu jako ciągłości i liniowego przepływu i opierają się na wyrywkach, fragmentach. Fotografia zamyka wydarzenie w nieruchomym kadrze, powodując, że niejako ciągle się na nowo wydarzają. To samo z traumą, która „blokuje ustalony mentalny proces zamieniania doświadczenia w pamięć lub zapomnienie, jest zbliżona do określonej struktury fotografii, która również zamyka w potrzasku wydarzenie podczas jego wydarzania się, uniemożliwiając jego przemianę w pamięć”.
Patrycja Trzeszczyńska, etnolożka i ukrainoznawczyni w Instytucie Etnologii i Antropologii Kulturowej Uniwersytetu Jagiellońskiego trafia na elementy postpomięci w swoich badaniach mieszkańców Wisłoka Wielkiego, którzy powrócili do tej miejscowości po latach emigracji spowodowanej deportacjami ludności w trakcie akcji Wisła. Jej rozmówca, Ukrainiec, który urodził się już w północnej Polsce wspomina tak: „dziadka wysiedlili stąd, on mieszkał na Darowie, ja do dzisiaj idę na fundament, wiesz, i se tak z rozrzewnieniem posiedzę, przypomnę se czasy. Ja nie pamiętam tych czasów, mnie nie było na świecie”. Postpamięć, pisze Trzeszczyńska, dotyczy przeszłości doświadczonej przez kogoś innego („se tak z rozrzewnieniem posiedzę, przypomnę se czasy. Ja nie pamiętam tych czasów”). Postpamięć jest wiedzą o przeszłości, która budowana jest na „empatycznym odtwarzaniu czyjegoś doświadczenia” i staje się swoistym przedłużeniem „pamięci świadków”.

## Użycie zdjęć w badaniu postpamięci
W swoich badaniach nad pamięcią traumy odniesionej przez Palestyńczyków w 1948 roku, kiedy około 700 000 Palestyńczyków zostało zmuszonych do emigracji (Nakba), Marcela Kiściańczuk z UAM w Poznaniu skupiła się na badaniu strategii tworzenia pamięci przez młode Palestynki należące do trzeciego pokolenia po katastrofie (wnuczki ludzi, którzy przeżyli Nakbę). Użyła do tego techniki foto-wywiadu, czyli wywiadów wspomaganych fotografiami – nie tylko fotografiami z przeszłości, ale także fotografiami wykonywanymi przez uczestniczki badania. W analizie zgromadzonego materiału Kiściańczuk posiłkowała się metodologią stworzoną przez Rolanda Barthes’a, Mariannę Hirsh, Georges’a Didi-Hubermana czy Geoffreya Hartmanna. Badanie skupia się na pamięci wizualnej, wywoływanej przez fotografie, a badaczka rozróżnia dwie perspektywy widzenia zdjęć: indeksalną i symboliczną. Perspektywa indeksalna odnosi się do treści zdjęcia poruszającego emocje odbiorcy, a symboliczna do koncepcji kulturowych, w których funkcjonuje fotografia.
Proszone o sfotografowanie tego, co dla nich ważne, młode Palestynki często fotografowały zdjęcia już istniejące, wiszące na ścianach ich domów w scenografii rodzinnych pamiątek, a przedstawiające albo Palestynę, która już nie istnieje, lub mężczyzn, których rodzinom odebrała wojna. Wskazuje to na sakralną rolę fotografii, które stają się rodzinnymi relikwiami i nośnikami ważnych dla respondentek treści tożsamościowych. Z perspektywy symbolicznej, stwierdza Kiściańczuk, fotografie nieobecnych mężczyzn realizują wzorzec mitycznego bohatera, którego kobiety oczekują w domu. Mężczyzna na zdjęciu jest jednocześnie ukochanym członkiem rodziny (perspektywa indeksalna), jak i bohaterem walki narodowowyzwoleńczej, bojownikiem o wolność, wpisującym się w symboliczne narracje polityczne (perspektywa symboliczna). Dla respondentek ważna była nie tylko ich osobista i symboliczna relacja z mężczyznami, ale także transmisja wartości, które personifikowali mężczyźni: tradycji rodzinnych i narodowych, „biernego oporu” i nieustępliwości. Kontynuacja pamięci o Nakbie jest kontynuacją pamięci i wartości, choć rozumienie tych wartości zmienia się wraz ze zmianą czasów, w jakich żyją respondentki. Widać to chociażby w odrzuceniu tradycyjnego modelu kobiety jako opiekunki domowego ogniska i podejmowaniu pracy zarobkowej, jako formy czynnej walki o lepszą przyszłość dzieci. Co ciekawe, postpamięć realizuje się także w oporze młodych kobiet wobec patriarchalnych skłonności mężczyzn w ich rodzinach. Jedna z respondentek, która sakralizuje pamięć ojca, jednocześnie przeciwstawia się bratu, odrzucającemu równy podział spadku przez fakt, że siostra jest kobietą.
Jak zauważa badaczka, dla młodych kobiet z trzeciego pokolenia, skonstruowanie spójnej opowieści o przeszłości może być trudne, a respondentki mają świadomość, że traumatyczna historia ich dziadków i babć nie jest już ich historią – ich oryginalnym doświadczeniem jest natomiast kontakt z pamięcią zapośredniczoną przez pamięć rodziców, co może tworzyć pole konfliktów międzypokoleniowych. Elementem komplikującym sytuację jest z jednej strony ciągłe trwanie konfliktu palestyńsko-izraelskiego, który przynosi co chwilę kolejne okropności, a z drugiej doświadczenie niezrozumienia, z jakim spotykają się Palestyńczycy komunikujący swoje odczucia. Niezrozumienie wynika z zagmatwania sytuacji politycznej i niejasną postawą opinii publicznej wobec tego konfliktu. Na tworzenie się pamięci o Nakbie nakłada się jeszcze polityka Izraela wobec palestyńskiej pamięci, jak chociażby penalizacja publicznego upamiętniania Nakby w Izraelu, oraz towarzysząca jej narracja holocaustowa, w której Żydzi, widziani przez Palestyńczyków jako militarny agresor, zawsze występują jako ofiary prześladowania.

## Negatywne skutki postpamięci
Polska badaczka Katarzyna Kaniowska zauważa, że postpamięć może również objawiać się przez zniewolenie i obsesyjność, a przez to stawać się czynnikiem destabilizującym lub wręcz destrukcyjnym. Ma to miejsce, gdy postpamięć powoduje indywidualne zmaganie się z przeszłością, lub gdy wymusza działania na rzecz jej przepracowania, stając się życiową misją. Może się to przejawiać w potrzebie działanie na rzecz upublicznienia wiedzy o tych doświadczeniach. Postawy takie odkryto u dzieci osób dotkniętych pamięcią traumy.
Postpamięć traktowana jako pewien typ pamięci powinna być zatem rozpatrywana w planie pamięci indywidualnej; pozostaje ona też w bliskim powiązaniu z pamięcią autobiograficzną.